# Giovanni Lattuada
Giovanni Lattuada (ur. 12 stycznia 1905 w Caronno Pertusella, zm. 16 kwietnia 1984 w Saronno) – włoski gimnastyk, medalista olimpijski z Los Angeles.